# Fidżi na Letnich Igrzyskach Paraolimpijskich 2004
Fidżi na Letnich Igrzyskach Paraolimpijskich 2004 w Atenach reprezentowało dwoje sportowców. Był to piąty start reprezentacji tego kraju na igrzyskach paraolimpijskich (po występach w latach 1964, 1976, 1996 i 2000).
Fidżyjczycy nie zdobyli na tych zawodach żadnego medalu. Sarote Ravai Fiu została pierwszą kobietą reprezentującą Fidżi na igrzyskach paraolimpijskich.

## Wyniki

### Lekkoatletyka
Kobiety
| Zawodnik         | Konkurencja            | Finał    | Finał   | Źródło |
| Zawodnik         | Konkurencja            | Rezultat | Miejsce | Źródło |
| ---------------- | ---------------------- | -------- | ------- | ------ |
| Sarote Ravai Fiu | pchnięcie kulą F42–F46 | 7,71 m   | 16      | [ 2 ]  |

### Pływanie
Mężczyźni
| Zawodnik         | Konkurencja               | Eliminacje | Eliminacje | Finał    | Finał   | Źródło |
| Zawodnik         | Konkurencja               | Rezultat   | Miejsce    | Rezultat | Miejsce | Źródło |
| ---------------- | ------------------------- | ---------- | ---------- | -------- | ------- | ------ |
| Manasa Marisiale | 50 m stylem dowolnym S9   | 30,65      | 7          | NQ       | NQ      | [ 3 ]  |
| Manasa Marisiale | 200 m stylem zmiennym SM9 | DSQ        | DSQ        | NQ       | NQ      | [ 4 ]  |